# Pidonia pallida
Pidonia pallida är en skalbaggsart som beskrevs av Nobuo Ohbayashi och Hayashi 1960. Pidonia pallida ingår i släktet Pidonia och familjen långhorningar. Inga underarter finns listade i Catalogue of Life.